# 岩下清周
岩下 清周（いわした きよちか、旧字体：岩下 淸周、安政4年5月28日〈1857年6月19日〉 - 昭和3年〈1928年〉3月19日）は、実業家、起業家、政治家。三井財閥を経て北浜銀行(三菱UFJ銀行の源流)を起業後は当時のベンチャー企業への積極的な融資を行い、自身も融資先の経営に積極的に携わった。関西大手私鉄である阪急電鉄（阪急阪神ホールディングス）及び近畿日本鉄道（近鉄グループホールディングス）の事実上の創設者であり、豊田式織機
(現:トヨタ自動車)や森永製菓、大林組など現代日本を代表する企業の草創に活躍した。息子は、カトリック司祭で哲学者の岩下壮一、清周本人も立教学院に学び聖公会に所属したクリスチャンであった。

## 来歴・人物
信濃国松代城下代官町（長野県長野市松代町）に松代藩士の岩下佐源太の次男に生まれるが、ほどなく実父が死去したため、3歳で叔父の岩下章五郎の養子となる。松代藩兵制士官学校を卒業すると上京し、1874年（明治7年）築地の立教学校（現在の立教大学）へ入学し、チャニング・ウィリアムズに立教学校1期生として英学を学んだ。立教学校時代の友人には、日本初のシェイクスピア劇翻訳者となった河島敬蔵がいた。
1876年(明治9年)、前年に開設された東京商法講習所（現・一橋大学）が木挽町に移転して開設されると、同所に入学し商業学を学ぶ。
1878年（明治11年）3月に三菱商業学校が開設されると、商法講習所の卒業を待たず転校した。三菱商業学校は開校時に1回生8名の生徒を有したが、その中に岩下の他に岩崎久弥（三菱財閥3代目総帥）がいた。その後、一時期、商法講習所の教諭となり、矢野二郎所長門下の秀才と謳われたのち三井家に入った。
1878年（明治11年）、三井物産創立者である益田孝にスカウトされて三井物産に入社。益田の有能なブレーンの一人として活躍し、1880年（明治13年）同社ニューヨーク支店長、1883年（明治16年）から1888年（明治21年）まで同社パリ支店長を務める。1889年（明治22年）同社退社。パリ支店長時代に桂太郎、寺内正毅、山本権兵衛、斎藤実といった陸海軍の官僚と親交があり、中でも外務省時代の原敬とは親友となった。
1889年（明治22年）、益田孝らと品川電灯を設立し、同社社長に就任。翌年、桂太郎の実弟桂二郎と杉村二郎が創立した関東石材会社の経営改善のため取締役に就任したが、進展が見られず、1891年（明治24年）の秋に同社を辞した。同年、中上川彦次郎が経営改革に当たっていた三井銀行本店に入り副支配人となり、1896年（明治29年）、同大阪支店長時代には大阪・関西財界での強力な人脈網を中上川に批判され衝突、1893年（明治26年）王子製紙取締役。1897年（明治30年）、三井銀行を退社し、北浜銀行設立。同行常務を経て、1903年（明治36年）から頭取。「日銀幹部ストライキ事件」では、中上川が支援した山本達雄総裁らに反発し、鶴原定吉、植村俊平、藤尾録郎らの免職された東大出身者らを積極的に住友など関西財界に紹介した。
1906年（明治39年）大阪ガス監査役。1907年（明治40年）阪神電気鉄道取締役。1908年（明治41年）には政界に進出し衆議院議員当選。同年箕面有馬電気軌道（現：阪急阪神ホールディングス）初代社長。西成鉄道社長、電気信託会長等も務めた。大軌では生駒トンネル建設案を出し、実現させている。他にも大林組の設立、南満州鉄道副総裁。豊田佐吉の豊田式自動織機の支援等にもかかわる。
1910年（明治43年）営口水道電気設立、同社社長、森永商店（現：森永製菓）相談役、武蔵電気鉄道取締役、鬼怒川水力電気取締役。1911年（明治44年）帝国商業銀行取締役。1912年（明治45年）東京横浜電鉄取締役。1913年（大正2年）大阪電気軌道（大軌、現：近畿日本鉄道）第2代社長。同年、後ろ盾でもあった桂太郎が死去。1914年（大正3年）、大林組や大軌などの営業不振による債務焦付きで、北浜銀行が破綻し逮捕された。同年経営破綻した鈴木藤三郎の鈴木農場を不二農園と改称して、お茶工場の設立などを行って経営再建にあたった。
1915年（大正4年）、大阪地方裁判所の10月22日予審決定を受け、背任罪、背任、横領文書偽造行使、商法違反、業務横領で起訴される 。1920年（大正9年）には不二農園労働者のために、温情舎小学校（現：不二聖心女子学院中学校・高等学校）を設立し、初代理事長に長男岩下壮一神父を据えた。1924年（大正13年）には懲役3年の判決が言い渡され収監されたが、10ヶ月後に恩赦で出獄し、晩年は富士山麓で不二農園の運営に従事した。

## 栄典
- 1911年（明治44年）8月24日 - 金杯一組[23]

## 家族
- 父：岩下左源太 - 松代藩士[24]。
- 養父：岩下章五郎[24]。
- 妻：幽香子 - 松代藩士・弥津繁人四女、渡辺驥養女。
  - 長男：壮一 - カトリック司祭。
  - 長女：花子 - 岩倉具光（岩倉具視の孫[25]）夫人。
  - 二女：雅子 - 山本三郎（海軍少将・山本信次郎の弟）夫人。
  - 三女：亀代子 - 聖心会修道女。
- 妾（氏名不詳）
  - 次男：次郎[26] - 庶子。西宮市で出生。